# Corpus Inscriptionum Indicarum
Corpus Inscriptionum Indicarum (CII) ist eine Schriftenreihe mit Inschriften, die von Archäologen des Archaeological Survey of India (ASI) entdeckt und entziffert worden sind. Die Reihe wurde im Jahre 1877 von Alexander Cunningham gegründet.
Jeder dieser Bände enthält detaillierte Beschreibungen und kritische Notizen zu Inschriften einer bestimmten Dynastie oder einer bestimmten Periode der indischen Geschichte. Sie wurden von angesehenen Wissenschaftlern aus der Abteilung und von außen herausgegeben. Der erste Band der Reihe mit ashokanischen Inschriften erschien 1877 von Alexander Cunningham herausgegeben und wurde in einer überarbeiteten Ausgabe durch Eugen Hultzsch im Jahre 1925 veröffentlicht. Es wurden bislang sieben Bände dieser Reihe veröffentlicht. Sie enthalten in einer  kritischen Ausgabe bearbeitet alle Inschriften-Texte. Es wurden Inschriften von Asoka (siehe unter Edikte des Ashoka), Bharhut-Inschriften, Inschriften der frühen Gupta-Könige, Inschriften der Vakatakas, Inschriften der Kalachuris aus Chedi, Inschriften der Silaharas und Inschriften der Chandellas und Paramaras herausgebracht. Die Bände wurden von bedeutenden Gelehrten wie Eugen Hultzsch, John Faithfull Fleet, Sten Konow, Heinrich Lüders, D. R. Bhandarkar, V. V. Mirashi, B. Ch. Chhabra, G. S. Gai und H. V. Trivedi vorbereitet.

## Übersicht
- Band I: Inscriptions of Asoka / neu herausgegeben durch E. Hultzsch. -- 1925. -- ersetzt: Inscriptions of Asoka / vorbereitet durch Alexander Cunningham. -- Calcutta, 1877 (Digitalisat).
- Band II, 1: Kharoshṭhī inscriptions, with the exception of those of Aśoka / herausgegeben durch Sten Konow. -- 1929.
- Band II, 2: Bharhut inscriptions / herausgegeben durch H. Lüders ; überarbeitet durch E. Waldschmidt und M. A. Mehendale. -- 1963.
- Band III: Inscriptions of the early Gupta kings / herausgegeben durch John Faithfull Fleet; überarbeitet durch Devadatta Ramakrishna Bhandarkar ; herausgegeben durch Bahadurchand Chhabra & Govind Swamirao Gai.  -- 1981.
- Band IV,1,2: Inscriptions of the Kalachuri-Chedi era / herausgegeben durch Vasudev Vishnu Mirashi. -- 1955. -- 2 Bde-
- Band V: Inscriptions of the Vākāṭakas / herausgegeben durch Vasudev Vishnu Mirashi. -- 1963.
- Band VI: Inscriptions of the Śilāhāras / herausgegeben durch Vasudev Vishnu Mirashi. -- 1977.
- Band VII,1,2,3: Inscriptions of the Paramāras, Chandēllas, Kachchapaghātas, and two minor dynasties / herausgegeben durch Harihar Vitthal Trivedi.  -- 1978–1991. -- 3 Bde.